# Unión General Pinedo
Club Atlético Unión de General Pinedo – argentyński klub piłkarski z siedzibą w mieście General Pinedo, leżącym w prowincji Chaco.

## Osiągnięcia
- Udział w mistrzostwach Argentyny Nacional: 1984

## Historia
Klub założony został 15 lutego 1921 roku i gra obecnie w lidze prowincjonalnej Liga de Fútbol del Noroeste Chaqueño.